# کایپورا

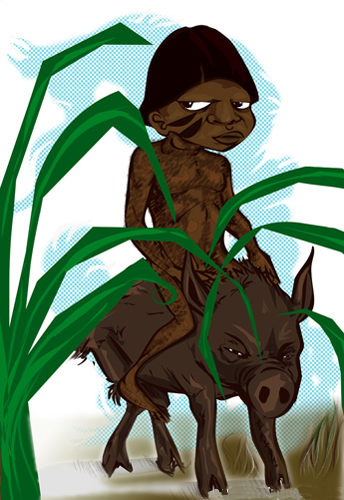

کایپورا (Caipora; تلفظ پرتغالی:[kajˈpɔɾɐ]) شخصیتی خیالی در میان فرهنگ توپی-گوارانی است که به صورت اسطوره‌ای در برزیل وجود دارد. کلمه "Caipora" برگرفته از زبان توپی و به معنی "ساکن جنگل" است.
کایپورا به عنوان یک تیره‌پوست، سرخ‌پوستی کوچک، برهنه با یالی بسیار طولانی و سیاه، در حال کشیدن سیگار و بسیار بازیگوش توصیف می‌شود. گاهی اوقات کایپورا به عنوان یک دختر و گاهی دیگر به عنوان یک پسر شناخته می‌شود. این موجود نمایندهٔ موجودی متفاوتی در میان مناطق مختلف برزیل است و گاهی اوقات با Curupira که یکی دیگر از موجودات اساطیری است و به محافظت از جنگل می‌پردازد، اشتباه گرفته می‌شود. کوروپیرا اغلب به عنوان یک پسر با موهای قرمز و پاهایی برعکس به توصیف در می‌آید.
در برخی از مناطق قبایل بومی بر این باور بودند که کایپورا از نور می‌ترسد. به همین دلیل آن‌ها هنگام راه رفتن در اطراف جنگل جهت حفاظت از خود آتش‌پاره‌ای حمل می‌کردند. برخی می‌گویند کایپورا سوار بر گراز بزرگی می‌شود. در برخی از مناطق دیگر از برزیل کایپورا یک آدم‌خوار و کسی که همه چیز، حتی حشرات ریز را می‌خورد، در نظر گرفته شده‌است.
کایپورا به عنوان یک جنگل‌نشین یا پادشاه حیوانات شناخته شده‌است که کینه‌توزی بسیاری نسبت به شکارچیانی دارد که «جوانمردی» را در هنگام شکار رعایت نمی‌کنند. همچنین گفته شده حیوانات را از سوی طعمه می‌هراساند و به شکلی «پنهان» آهنگ‌های برای حیوانات زمزمه می‌کند یا باعث می‌شود شکارچیان راه خود را در جنگل گم کنند.
با توجه به یک باور رایج در روزهای مذهبی تعطیل و یکشنبه‌ها او فعالیت خود را تشدید می‌کند و شکار در این ایام خطرناک است. اعتقادات مذهبی ممنوعیت شکار در روزهای خاصی وجود دارد که بنابراین ادعاها، راه‌هایی برای فریب محافظ جنگل وجود دارند. این اعتقادات بیان می‌کنند که کایپورا دود را دوست دارد بنابراین در پنجشنبه شب شکارچیان با تنه یک درخت دود درست کرده و در شعری که می‌خوانند، این دود را به کایپورا تقدیم می‌کنند.